# Système Terre-Lune
Cet article court présente un sujet plus développé dans : Terre.
Le système Terre-Lune est le système regroupant la planète Terre, son satellite naturel la Lune ainsi que l'ensemble des autres objets se trouvant dans la sphère d'influence de ces objets.

## Description
Le système Terre-Lune comprend :
- la Terre, objet primaire du système ;
- la Lune[2] ;
- les nuages de Kordylewski, dont l'existence demeure cependant incertaine ;
- de fait, tous les satellites artificiels en orbite autour de la Terre, de la Lune ou des points de Lagrange du couple Terre-Lune.

Les hypothétiques anneaux que la Terre aurait eus il y a 466 millions d'années auraient alors également fait partie du système Terre-Lune.
La Terre représente 98,8 % de la masse totale du système (81/82), et en est pratiquement au centre.
Le barycentre du système Terre-Lune, leur centre de masse commun, est situé à environ 1 700 km (approximativement un quart du rayon de la Terre) sous la surface de la Terre.
La Terre tourne autour de ce barycentre une fois par mois sidéral, à 1/81e de la vitesse de la Lune, soit environ 41 kilomètres par heure. Ce mouvement se superpose à la révolution beaucoup plus rapide de la Terre autour du Soleil — d'une vitesse d'environ 30 km/s — et est donc généralement négligeable,.
Nous voyons toujours la même face de la Lune. Cela vient d'une synchronisation entre le mouvement de rotation de la Lune autour d'elle-même et de la révolution sidérale de la Lune autour de la Terre. Cette révolution s'effectue en un peu plus de 27 jours. Cependant, comme elle décrit une ellipse, la vitesse de rotation de la Lune autour de la Terre varie selon la loi des aires de Kepler, tandis que la vitesse de rotation de la Lune autour d'elle-même est constante. À son périgée, la vitesse de la Lune est plus grande qu'à son apogée. Il en résulte une légère oscillation périodique de la Lune appelée libration en longitude qui se rajoute à une libration en latitude due à l'inclinaison de son axe par rapport à son plan orbital, ce qui permet de dévoiler une petite partie de l'autre moitié de la Lune appelée face cachée. 
La révolution synodique, ou lunaison, est celle entre deux phases identiques de la Lune. Elle est d'un peu plus de 29 jours, soit environ deux jours de plus que la révolution sidérale, à cause de la révolution de la Terre autour du Soleil. En effet, au cours d'une révolution sidérale de la Lune, la Terre se déplace par rapport au Soleil, ce qui fait que la position du Soleil vue de la Terre se décale par rapport aux étoiles. Comme les deux révolutions se font dans le même sens (inverse des aiguilles d'une montre) il faut attendre une certaine durée pour retrouver, par exemple, l'alignement Terre-Lune-Soleil de chaque nouvelle lune. Cet alignement n'est presque jamais parfait à cause de l'inclinaison de l'orbite lunaire. Lorsque cela se produit, l'éclipse de Soleil apparaît. Les éclipses de Lune, pendant la pleine lune, sont moins rares, car le cône d'ombre de la Terre est plus large que le cône d'ombre de la Lune, et les éclipses lunaires sont visibles de partout sur la Terre où il fait nuit. 
La Lune joue un rôle important, avec le Soleil, dans le phénomène des marées, à cause de l'attraction gravitationnelle et de la force centrifuge. À chaque nouvelle ou pleine lune, c'est-à-dire lorsque l'alignement approximatif Terre-Lune-Soleil ou Lune-Terre-Soleil se produit, les marées sont fortes, tandis qu'elles sont faibles au premier et dernier quartier. Un autre paramètre entrant en ligne de compte est la variation de la distance Terre-Lune. À son périgée, l'attraction de la Lune est plus forte, ce qui accentue les marées.
Les mouvements de la Terre et de la Lune présentent de nombreuses petites irrégularités et oscillations, comme la nutation qui fait varier légèrement la direction de l'axe de la Terre sur une période de 18 ans environ et qui se rajoute à la précession des équinoxes due à l'influence combinée de la Lune et du Soleil sur les marées. La direction de l'axe de la Terre change lentement et décrit un cône dans l'espace au cours d'un cycle de 26 000 ans environ. La trajectoire de la Lune est encore plus compliquée avec, par exemple, une variation de son ellipticité et de son inclinaison orbitale, et la rotation de la ligne des nœuds et du grand axe.

## Hypothèse de la formation du système Terre-Lune
L'origine du système solaire se situe il y a 4,5 milliards d'années. Environ 100 millions d'années plus tard, une collision aurait eu lieu entre la Terre et une protoplanète de la taille de Mars, appelée Théia, pour former notre satellite à partir des matières projetées dans l'espace. La différenciation ayant déjà commencé sur la Terre avec une concentration de fer dans le noyau, cela expliquerait la faible teneur en fer sur la Lune et en même temps des similarités dans la composition avec le manteau terrestre. Il existe cependant des incertitudes et des interrogations, et d'autres hypothèses ne sont pas encore totalement exclues.

## Les conséquences du système Terre-Lune

Distance Terre-Lune à l'échelle.

Le système Terre-Lune a joué un rôle dans la stabilisation de l'axe de la Terre et donc dans la stabilisation du climat indispensable au développement de la vie sur Terre. De plus, en accentuant le phénomène des marées, la Lune aurait ralenti la vitesse de rotation de la Terre autour d'elle-même, qui n'était que de six heures environ. En même temps, en rendant irrégulière l'heure quotidienne des marées, elle aurait diminué les phénomènes géologiques ou climatiques extrêmes. Elle aurait aussi servi de bouclier contre les astéroïdes, en témoignent les traces d'impact à sa surface. D'autre part, les forces de marées exercées sur la Terre auraient permis de maintenir le champ magnétique terrestre en augmentant les convections dans le noyau, or le champ magnétique joue un rôle de protection contre le vent solaire qui aurait fini par disperser l'atmosphère comme sur Mars. Enfin, l'influence de la Lune sur le vivant a été observée mais relève parfois de croyances millénaires non démontrées scientifiquement.